# Aéroport Tri-State
Pour les articles homonymes, voir HTS.
L’aéroport Tri-State ou aéroport Milton J. Ferguson (code IATA : HTS • code OACI : KHTS • code FAA : HTS) est un aéroport situé dans le Comté de Wayne en Virginie-Occidentale, au sud-ouest de Huntington. Il dessert aussi les villes de Ashland (Kentucky) et d'Ironton (Ohio).

## Situation
| Charleston Tri-State Bridgeport Morgantown Beckley Lewisburg Parkersburg |

## Statistiques
En 2010 il a vu passer 115 263 passagers, soit 10,86 % de plus qu'en 2009.

## Incidents et accidents
- Le 14 novembre 1970, le vol 932 de Southern Airways s'est écrasé lors de la phase d'approche de l'aéroport, faisant 75 victimes.
- Le 30 janvier 2009, un Piper PA-34-200T s'est écrasé pendant une tempête de neige, faisant 6 victimes.